# 許壮会
許 壮会（ホ・ジャンフェ、1954年6月15日 - ）は、韓国の囲碁棋士。江原道原州市出身、韓国棋院所属、九段。王位戦挑戦者など。主催する囲碁道場は、朴正祥、宋泰坤など多くの棋士を輩出し、韓国の三大囲碁道場の一つとなっている。

## 経歴
1977年入段。1982年王位戦リーグ入りし、1983年王位戦挑戦者となるが、曺薫鉉 に0-4で敗退、同年棋道文化賞新鋭棋士賞受賞。1986、87年名人戦リーグ入り。1992年新人王戦ベスト4進出するが李昌鎬に敗れる。1996年八段。2003年九段。

## 囲碁道場
1992年に囲碁道場を設立。1993年に金栄三、94年に金明完を入段させ、安永吉、玄味眞、宋秦坤、朴正祥、金世実、陳時暎、朴承華などを育てる。2006年までに出身プロ棋士は26名。中国の呉玉林とともに、道場生と中国若手の対抗戦を始め、これが1997年から韓国棋院と中国囲棋協会による中韓新鋭対抗戦に発展した。

## 著作
- 『子供囲碁修練場 (入門)(初級)(中級)』어린이바둑수련장 입문, 초급, 중급편